# سبزیجات استاک

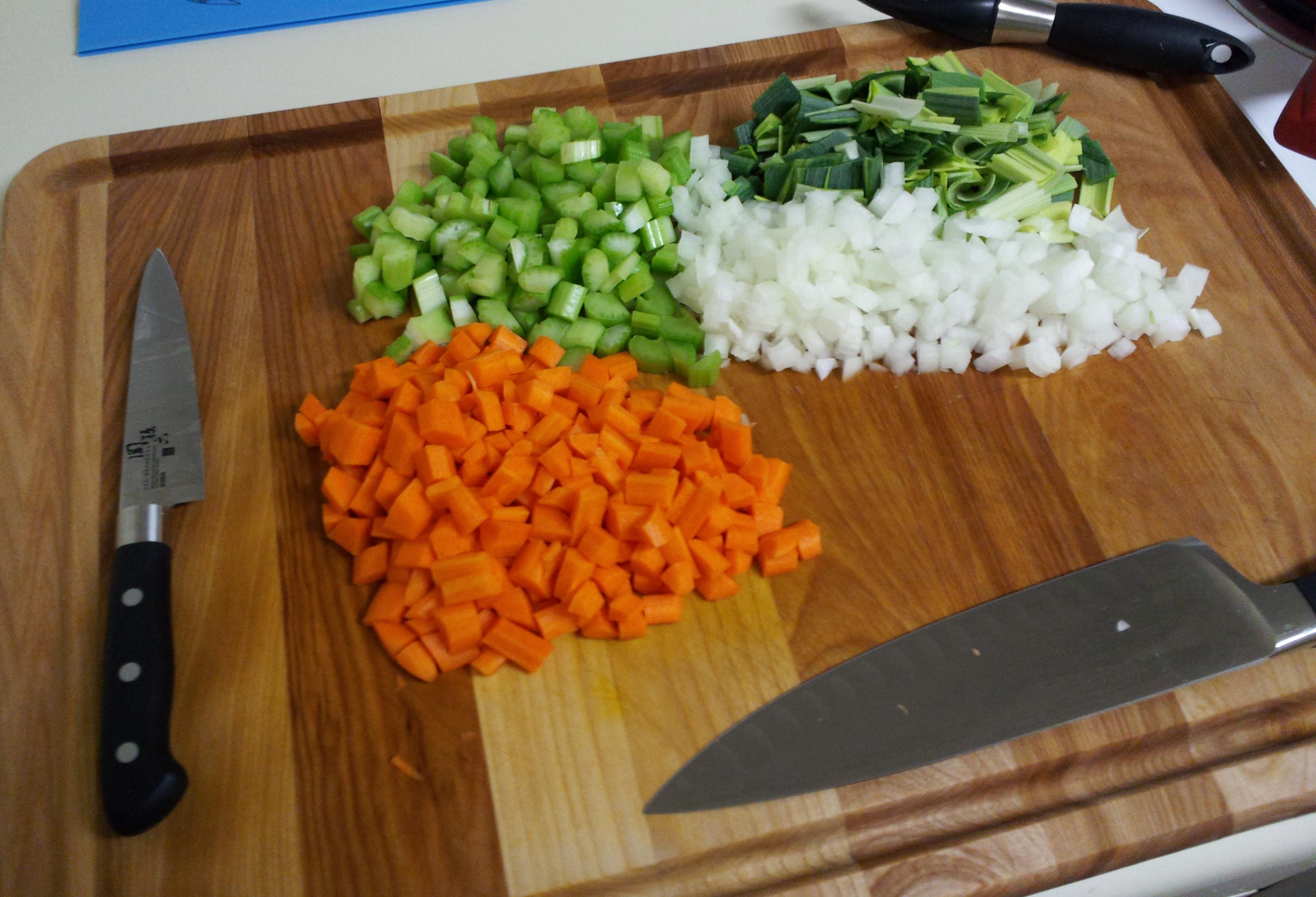
کرفس، هویج و پیاز رایج ترین مواد سبزیجات استاک هستند

سبزیجات استاک، مایِرپوی (انگلیسی: Mirepoix) به سبزیجات ساقه‌ای و عطرداری گفته می‌شود که برای تهیه استاک و برخی خوراک‌های دیگر در آشپزی استفاده می‌شود. بطور معمول از هویج، پیاز و کرفس خرد شده به نسبت مشخص برای تهیه استاک به عنوان مایِرپوی یاد می‌شود. این سبزیجات در برابر حرارت مقاوم هستند و در طول تهیه غذا یا استاک له نمی‌شوند به همین دلیل همیشه در تهیه استاک‌ها از آن استفاده می‌شود.
البته که پایه مایِرپوی در آشپزی پیاز، هویچ و کرفس خرد شده می‌باشد، اما در کشورهای مختلف از مواد دیگری نیز استفاده می‌شود. بطور مثال در آلمان از تره فرنگی و در لهستان از ریشه جعفری نیز به عنوان مایِرپوی استفاده می‌شود.
مایِرپوی مایِرپوی اگر چه از گذشته در آشپزی اروپا و بخصوص فرانسه کاربرد داشته اما این نام از قرن ۱۸ میلادی بر سر زبان‌ها افتاد و اولین بار در سال ۱۸۱۴ در یک کتاب آشپزی فرانسوی از مایِرپوی برای تهیه یک نوع سس استفاده شده‌است. از اوایل قرن نوزدهم و رواج آشپزی فرانسوی، اکثر نقاط دنیا بیشتر با نام مایِرپوی و اهمیت آن در آشپزی آشنا شدند و هم‌اکنون در کنار سبزیجات ذکر شده از مواد دیگری همانند سیر، قارچ، فلفل دلمه‌ای و زنجبیل نیز بر اساس منطقه جغرافیایی و ذائقه افراد به عنوان مایِرپوی استفاده می‌شود.